# Batalha de Lumë
A Batalha de Lumë, também referida pelos albaneses como a Revolta de Lumë (Kryengritja e Lumës), foi uma série de confrontos entre os locais albaneses da região de Lumë, na Albânia otomana, contra o exército sérvio invasor em 1912 durante o período da Primeira Guerra dos Balcãs.

## Começo
As primeiras faíscas da Primeira Guerra Balcânica em 1912 foram iniciadas pela insurreição albanesa entre 1908 e 1910,

## Resultado
Os albaneses luma capturaram a Torre de Luma com lutas sangrentas, que marcaram a vitória nesta batalha.